# ARA Bahía San Blas (B-4)
El transporte ARA Bahía San Blas (B-4) (TRSB) es un carguero de la clase Costa Sur en servicio con la Armada Argentina. Se halla asignado al Comando Naval Anfibio y Logístico (COAL) con asiento en la Base Naval Puerto Belgrano.
Luego del retiro del buque anfibio ARA Cabo San Antonio, el Bahía San Blas recibió modificaciones para ser el navío principal de transporte de la Infantería de Marina.

## Historia
A fines de los años 1970 los buques de Transportes Navales estaban ya llegando al fin de su vida útil, por lo que se autorizó por Decreto del 3 de octubre de 1975 a construir localmente tres barcos de carga para el servicio de la Costa Sur. Las mismas fueron encargadas al Astillero Príncipe, Menghi y Penco y se llamaron ARA Canal Beagle, ARA Bahía San Blas y ARA Cabo de Hornos.

## Nombre
Se ajusta a las normas en vigor, para las unidades del tipo transporte que estipula que deben llevar el nombre de accidentes geográficos, canales, estrechos, etcétera, en aguas argentinas, siendo la Bahía San Blas (al sur de la Provincia de Buenos Aires, cerca de Bahía Blanca) el accidente elegido para este buque de carga.

## Servicio operativo
El Bahía San Blas participó en 1989 en la Antártida en las operaciones de preservación de contaminación y salvamento en la zona de Puerto Arturo, tras el hundimiento del transporte polar ARA Bahía Paraíso (B-1).
En 1991, el transporte Bahía San Blas participó, junto con la corbeta ARA Rosales (P-42), del bloqueo impuesto a Irak por las Naciones Unidas, en el marco de la resolución N.º 661 del Consejo de Seguridad. En esta misión, denominada Operativo Alfil, los dos buques conformaron el GT 88.1, un Grupo Naval Destacado a las órdenes del Capitán de Navío Rodolfo Hasenbalg, y partieron para sumarse a la coalición internacional en febrero de ese año. Las áreas de operaciones fueron el golfo de Omán, el estrecho de Ormuz y el golfo Pérsico, lugares en los cuales el Bahía San Blas transportó elementos de ayuda humanitaria, como víveres, agua, trigo, etc. En julio, el GT 88.1 regresó a la Argentina, concluyendo su misión.
En 1992 regresó desde el Golfo de Fonseca a las lanchas patrulleras de la Armada Argentina ARA Baradero (P-61), ARA Barranqueras (P-62), ARA Clorinda (P-63) y ARA Concepción del Uruguay (P-64), las cuales habían participado en la misión ONUCA de Naciones Unidas.
En 2005, el Bahía San Blas fue destacado a la República de Haití, para dar apoyo a las fuerzas argentinas desplegadas como parte de la misión de paz de la ONU denominada MINUSTAH. Partió del Puerto de Buenos Aires en octubre y transportó carga argentina, uruguaya y brasileña, por lo cual visitó los puertos de Montevideo y Río de Janeiro. Descargó en Puerto Príncipe la carga extranjera y la destinada al Hospital reubicable de la Fuerza Aérea Argentina. Luego el buque amarró por primera vez en un puerto privado de características precarias, con solo 26 metros de frente de amarre, en la ciudad de Gonaïves, donde desembarcó el material para el Batallón Conjunto Argentino y ayuda humanitaria de Cascos Blancos con destino a la población haitiana de la zona. Emprendió el regreso a Buenos Aires en febrero de 2006, efectuando escala logística en San Juan, concluyendo su viaje a fines de marzo. Regresó a Haití con equipamientos para la misión argentina en diversas oportunidades.
Durante octubre de 2006 intervino, junto con el aviso ARA Alférez Sobral (A-9), en el ejercicio de asistencia humanitaria 'Solidaridad' en Puerto Williams, junto a elementos de la Armada de Chile.

### Década de los 2010
Las actividades operativas son variadas. La participación en ejercicios conjuntos y combinados es constante, especialmente en operaciones anfibias. Vale destacar el hecho de realizar navegaciones con gran cantidad de personal de la Armada de Bolivia a bordo, como forma de cooperación.
A fines de agosto de 2011 se ocupó del traslado logístico de los elementos antiaéreos de las Fuerzas Armadas argentinas desde Mar del Plata hacia Puerto Belgrano, los cuales se aprestaron a participar en el ejercicio conjunto Unidef, del cual el San Blas luego fue protagonista efectuando desembarcos.
En febrero de 2013 se destacó en la Antártida, en donde brindó un trascendente apoyo a las reparaciones de la siniestrada Estación Antártica Comandante Ferraz, en el marco de la denominada operación 'Fraternidad Antártica', valiéndose posteriormente del reconocimiento de diversas instituciones de Brasil.
Entre finales de 2013 y comienzos de 2014, el buque fue sometido a importantes reparaciones en el Astillero Río Santiago.
Además, la unidad continúa ocupándose del sostén logístico del Batallón Conjunto Argentino en Haití, en la denominada 'Operación Quásar', habiendo realizado el último viaje en 2014.
En 2017 participó del operativo de búsqueda y rescate del submarino ARA San Juan de la Armada Argentina en las aguas del golfo San Jorge.